# 부천우체국
부천우체국(富川郵遞局)은 경기도 부천시 지역을 관할하는 경인지방우정청 소속의 우편물 취급기관이다. 경기도 부천시 소향로 103(중1동 1169-2)에 있다.

## 연혁
- 1905년 5월 11일: 소사우편소로 개소
- 1950년 1월 13일: 소사우체국으로 개칭
- 1977년 7월 16일: 부천우체국 개국(서기관국)
- 1996년 5월 20일: 부천중동우체국 분리 개국(서기관국)
- 2000년 5월 1일: 우체국 명칭변경(부천중동우체국 → 부천우체국, 부천우체국 → 남부천우체국)
- 2000년 11월 20일: 부천우체국이 부천시 전역 관할(남부천우체국을 소속국화)
- 2001년 8월 20일: 부천테크노파크우편취급소 신설[1]
- 2002년 2월 22일: 오정동우체국을 별정우체국으로 재지정[2]
- 2010년 11월 8일: 우편구역을 부천시 원미구, 오정구, 소사구 전 지역으로 고시[3]
- 2011년 12월 5일: 원미구-소사구 지역 집배분리(남부천우체국 집배 업무 이관). 우편구역을 다음과 같이 변경 고시[4]

| 변경전     | 변경전                                  | 변경후       | 변경후                         |
| 배달국     | 배달구역                                | 배달국       | 배달구역                       |
| ---------- | --------------------------------------- | ------------ | ------------------------------ |
| 부천우체국 | 부천시 원미구 · 오정구 · 소사구 전 지역 | 부천우체국   | 부천시 원미구 · 오정구 전 지역 |
| 부천우체국 | 부천시 원미구 · 오정구 · 소사구 전 지역 | 남부천우체국 | 부천시 소사구 전 지역          |

- 2013년 6월 1일: 부천소사본3동우체국을 부천소사로우체국으로 명칭 변경[5]
- 2013년 7월 1일: 부천소사동우체국이 부천소사로우체국과 통합되어 폐국[6]
- 2014년 1월 1일: 우편구역을 다음과 같이 고시[7]

| 배달국       | 배달구역       | 구역번호                    |
| ------------ | -------------- | --------------------------- |
| 부천우체국   | 오정구, 원미구 | 14400 ~ 14516 14458 ~ 14674 |
| 남부천우체국 | 소사구         | 14675 ~ 14790               |

- 2014년 7월 1일: 가톨릭대학교우체국이 역곡동우체국과 통합되어 폐국[8]
- 2017년 7월 3일: 창구망 과밀 해소 및 민원 예방을 위해 부천심곡본동우편취급국을 부천시 성주로243번길 8에서 부천시 양지로 125 로 이전 및 부천옥길동우편취급국으로 명칭 변경[9]
- 2020년 4월 1일 : 부천성곡우편취급국 폐국[10]
- 2020년 8월 3일 : 부천삼정동우편취급국 설치[11] 및 부천쌍용3차테크노파크출장소 폐지[12]
- 2020년 11월 2일 : 부천심곡2동우편취급국 폐국[13]

## 관할 우체국
| 우체국명                    | 사진 | 주소                                                                             | 비고                                                        |
| --------------------------- | ---- | -------------------------------------------------------------------------------- | ----------------------------------------------------------- |
| 가톨릭대학교우체국          |      | 경기도 부천시 원미구 지봉로 43(역곡동)                                           | 2014년 7월 1일 폐국                                         |
| 남부천우체국                |      | 경기도 부천시 소사구 경인로 162(송내동)                                          |                                                             |
| 부천고강동우체국            |      | 경기도 부천시 오정구 고리울로8번길 21(고강본동)                                  |                                                             |
| 부천괴안동우체국            |      | 경기도 부천시 소사구 범안로 22(괴안동)                                           |                                                             |
| 부천도당동우체국            |      | 경기도 부천시 원미구 수도로 202(도당동)                                          |                                                             |
| 부천삼정동우편취급국        |      | 경기도 부천시 오정구 석천로 397, 부천테크노파크 쌍용3차단지 401동 107호 (삼정동) | 2020년 8월 3일 신설                                         |
| 부천상동우체국              |      | 경기도 부천시 원미구 부흥로 76(상동)                                             |                                                             |
| 부천성곡우편취급국          |      | 경기도 부천시 소사로 697(원종동)                                                 | 2020년 4월 1일 폐국                                         |
| 부천소사동우체국            |      | 경기도 부천시 소사구 소사로 236                                                  | 2013년 7월 1일 폐국                                         |
| 부천소사로우체국            |      | 경기도 부천시 소사구 소사로 88(소사본동)                                         | 2013년 6월 1일 부천소사본3동우체국에서 명칭 변경            |
| 부천송내동우체국            |      | 경기도 부천시 경인로 78(송내동)                                                  | 폐국됨                                                      |
| 부천심곡2동우편취급국       |      | 경기도 부천시 부일로495번길 11 (심곡동)                                          | 2020년 11월 2일 폐국                                        |
| 부천심곡동우체국            |      | 경기도 부천시 부일로 412(심곡동)                                                 |                                                             |
| 부천쌍용3차테크노파크출장소 |      | 경기도 부천시 석천로 397 (삼정동)                                                | 2020년 8월 3일 폐국                                         |
| 부천약대동우편취급국        |      | 경기도 부천시 원미구 중동로 380-5(약대동)                                        |                                                             |
| 부천역곡동우체국            |      | 경기도 부천시 원미구 부일로 717(역곡동)                                          |                                                             |
| 부천역전우체국              |      | 경기도 부천시 소사구 경인로 266(심곡본동)                                        |                                                             |
| 부천오정동우체국            |      | 경기도 부천시 오정구 오정로 262(오정동)                                          | 별정우체국                                                  |
| 부천옥길동우편취급국        |      | 경기도 부천시 소사구 양지로 125(범박동)                                          | 2017년 7월 3일 부천심곡본동우편취급국에서 명칭 변경 및 이전 |
| 부천원미동우체국            |      | 경기도 부천시 원미구 부천로 118-1(원미동)                                        |                                                             |
| 부천원종동우편취급국        |      | 경기도 부천시 오정구 소사로794번길 11(원종동)                                    |                                                             |
| 부천중2동우체국             |      | 경기도 부천시 원미구 조마루로 254(중동)                                          |                                                             |
| 부천중3동우체국             |      | 경기도 부천시 원미구 계남로 211(중동)                                            |                                                             |
| 부천지원우체국              |      | 경기도 부천시 원미구 상일로 129(상동)                                            |                                                             |
| 부천춘의동우편취급국        |      | 경기도 부천시 원미구 부천로 243(춘의동)                                          |                                                             |
| 부천테크노파크우편취급국    |      | 경기도 부천시 오정구 석천로 345(삼정동)                                          | 2001년 8월 20일 신설                                        |

## 조직
- 영업과
  - 금융영업실
  - 우편영업실
- 지원과
- 경영지도실
- 우편물류과
  - 특수발착팀
  - 집배실
  - 소포실
  - 운용실